# Barbara Garlaschelli
Barbara Garlaschelli, née le 26 novembre 1965 à Milan, en Lombardie, est une romancière italienne.

## Biographie
Elle est diplômée en lettres modernes de l'université de Milan. Paralysée à la suite d'un accident, elle commence à écrire en 1993. Elle publie son premier roman O ridere o morire en 1995. Son écriture est polyvalente et ses histoires se trouvent souvent à la frontière de plusieurs genres littéraires. Elle obtient en 2004 le prestigieux Premio Giorgio Scerbanenco pour son roman Sorelle (Deux sœurs).  Elle a aussi donné des livres pour la jeunesse et a travaillé pour l'éditeur italien pour enfant Edizioni EL.

## Œuvre

### Romans
- O ridere o morire (1995)
- Ladri e barattoli (1996)
- Quando la paura chiama (1997) Publié en français sous le titre La Peur au bout du fil, Paris, Gallimard, coll. Page noire, 1998.
- L'ultima estate (1998) Publié en français sous le titre Le Dernier Été, Paris, Gallimard, coll. Page blanche, 2000.
- Nemiche (1998)
- Il pelago nell'uovo (2000)
- Sirena - Mezzo pesante in movimento (2007)
- Nessuna lezione d'amore (2001)
- Alice nell'ombra (2002) Publié en français sous le titre Alice dans l'ombre, Paris, Rivages/Noir no 532, 2004.
- Sorelle (2004) Publié en français sous le titre Deux sœurs, Paris, Rivages/Noir no 633, 2007.
- L'una nell'altra (2006)
- Frammenti. Storie da un fortino di periferia (2006)
- Non ti voglio vicino (2010)
- Lettere dall'orlo del mondo (2012)

### Littérature d'enfance et de jeunesse
- Tre amiche e una farfalla (1998)
- Marta nelle onde (1999)
- Davì (2000)
- La mappa del male (avec Nicoletta Vallorani) (2000)

### Nouvelles
- Loraine (1996)
- Prima della rivolta (1997)
- Dentro i colori (1998)
- Conversazione (1999)
- Gemelli (1999)
- Dissolvenza (2000)
- Arriva la Befana (2001)
- Scarti (2001)
- Per tutta la vita? (2002)
- L'odore del tempo (2002)
- Comparse (2003)
- Fotogrammi (2007)
- 15.000 battute (2010)

## Prix et distinctions notables
- 2004 : Prix Giorgio Scerbanenco : Sorelle (Deux sœurs)